# Mōri Hidemoto
Mōri Hidemoto (毛利 秀元?; 25 novembre 1579 – 26 novembre 1650) è stato un daimyō giapponese dei periodi  Sengoku ed Edo, servitore del clan Mōri.

## Biografia
Hidemoto fu il figlio maggiore di Mōri Motokiyo e inizialmente iniziò il servizio sotto i Toyotomi come comandante militare sotto suo cugino Mōri Terumoto, il capo del clan Mōri. 
Nel 1590 partecipò all'assedio di Odawara. Fu scelto appositamente da Toyotomi Hideyoshi per guidare l'armata destra nella seconda invasione della Corea, dove comandò 30.000 soldati. Hidemoto fu inoltre supportato da sei generali assegnati alla sua ala destra: Katō Kiyomasa, che guidava 10.000 uomini; Kuroda Nagamasa, 5.000; Nabeshima Naoshige con 12.000; Ikeda Hideuji 2.800; Chōsokabe Motochika 3.000 e Nakagawa Hidenari 2.500. Con questa grande armata Hidemoto e i suoi generali guidarono l'offensiva giapponese iniziale nella provincia coreana di Gyeongsang. Marciavano verso Jeonju dopo aver assediato Busan, conquistando Sacheon e Changpyong e, in seguito a questa campagna, Hidemoto ottenne un potere molto maggiore quando fu nominato governatore delle province di Suō e Nagato, che mantenne fino alla decisiva campagna di Sekigahara del 1600. Hidemoto sposò una figlia di Toyotomi Hidenaga.
All'inizio della campagna di Sekigahara, Hidemoto era determinato a sostenere le forze di Tokugawa Ieyasu. Dal momento che suo cugino Terumoto possedeva 28.000 soldati che avrebbe usato per sostenere le forze occidentali di Ishida Mitsunari, Hidemoto intendeva aiutare le forze orientali di Ieyasu. Radunò la sua armata con grande immediatezza, si equipaggiò con 15.000 soldati e pose il suo intero esercito sul monte Nangu, con i suoi generali distribuiti lungo i confini orientali della montagna. Kikkawa Hiroie, generale di Hidemoto, all'inizio della battaglia si rifiutò di muovere contro le forze orientali. Dato che Hiroie era il principale comandante dell'esercito, a Hidemoto fu impedito di raggiungere le linee del fronte. Fu quindi costretto a ritirarsi senza offrire il suo sostegno ai Tokugawa. Dopo la vittoria dei Tokugawa il feudo originale di Hidemoto fu ridotto da 200.000 koku a 50.000 causando a Hidemoto un certo livello di umiliazione. Indipendentemente da ciò, Hidemoto rimase uno dei più importanti comandanti sotto Ieyasu per tutto il periodo Edo. Assistette infatti i Tokugawa durante l'assedio di Osaka e più tardi nella rivolta di Shimabara, morendo nel 1650.
Hidemoto venne rappresentato come un leader di successo a differenza di Mōri Terumoto. Era uno degli obiettori più giacobini di Ieyasu, ma in seguito ne divenne servitore dopo Sekigahara.